# Ineqi Kielsen
 Der er for få eller ingen kildehenvisninger i denne artikel, hvilket er et problem. Du kan hjælpe ved at angive troværdige kilder til de påstande, som fremføres i artiklen.

Ineqi Skourup Kielsen (født 31. august 1993) er en grønlandsk politiker. 
Ineqi Kielsen blev valgt til det grønlandske parlament Inatsisartut ved valget 28. november 2014. Kielsen har været medlem af partiet Siumuts hovedbestyrelse siden efterår 2012, og sidder nu som 2. næstformand for Partiet. Kielsen er var 2. næstformand for Inatsisartut 2014-18. Han blev ikke genvalgt ved landstingsvalget i 2018.
Kielsen var næstformand for den socialdemokratiske ungdomsorganisation Siumup Inuusuttunut Suleqatigiiffia i Grønland I perioden 2014 - 2016. 
|  | Artiklen om politikeren Ineqi Kielsen kan blive bedre, hvis der indsættes et (bedre) billede. Du kan hjælpe ved at afsøge Wikimedia Commons for et passende billede eller uploade et godt billede til Wikimedia Commons iht. de tilladte licenser og indsætte det i artiklen. |